# Hôpital Saint-Louis

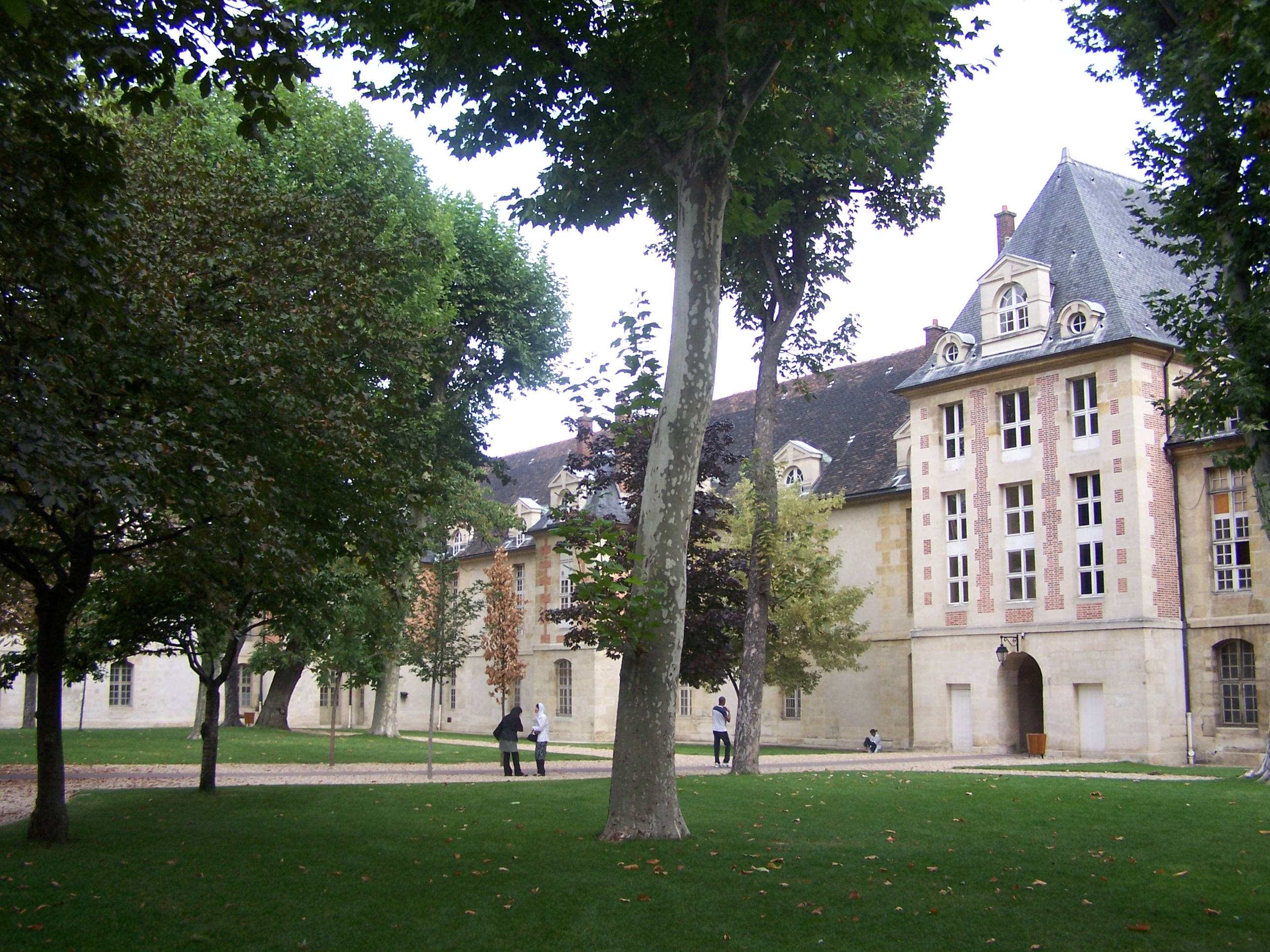
Hôpital Saint-Louis

Hôpital Saint-Louis är ett sjukhus i Paris. Det byggdes 1611 av arkitekten Claude Vellefaux på begäran av Henrik IV av Frankrike.
Idag använder Hôpital Saint-Louis sina historiska lokaler (som är klassificerade som historiska byggnader) för administrativa funktioner. Efter 1980-talet byggdes nya moderna byggnader för att hysa det nuvarande sjukhuset och undervisningssjukhuset. Dess huvudsakliga specialiteter är dermatologi och hematologi samt onkologi. Dermatologibiblioteket grundades av Dr. Henri Feulard. Sjukhuset har 2 500 personer anställda, av vilka ett tusental är inom läkaryrket. Det innehåller Inserm Research Institute on Skin och René Touraine Foundation.
Det samarbetar med Université Paris Cité.